# Charkiw-Offensive (2024)

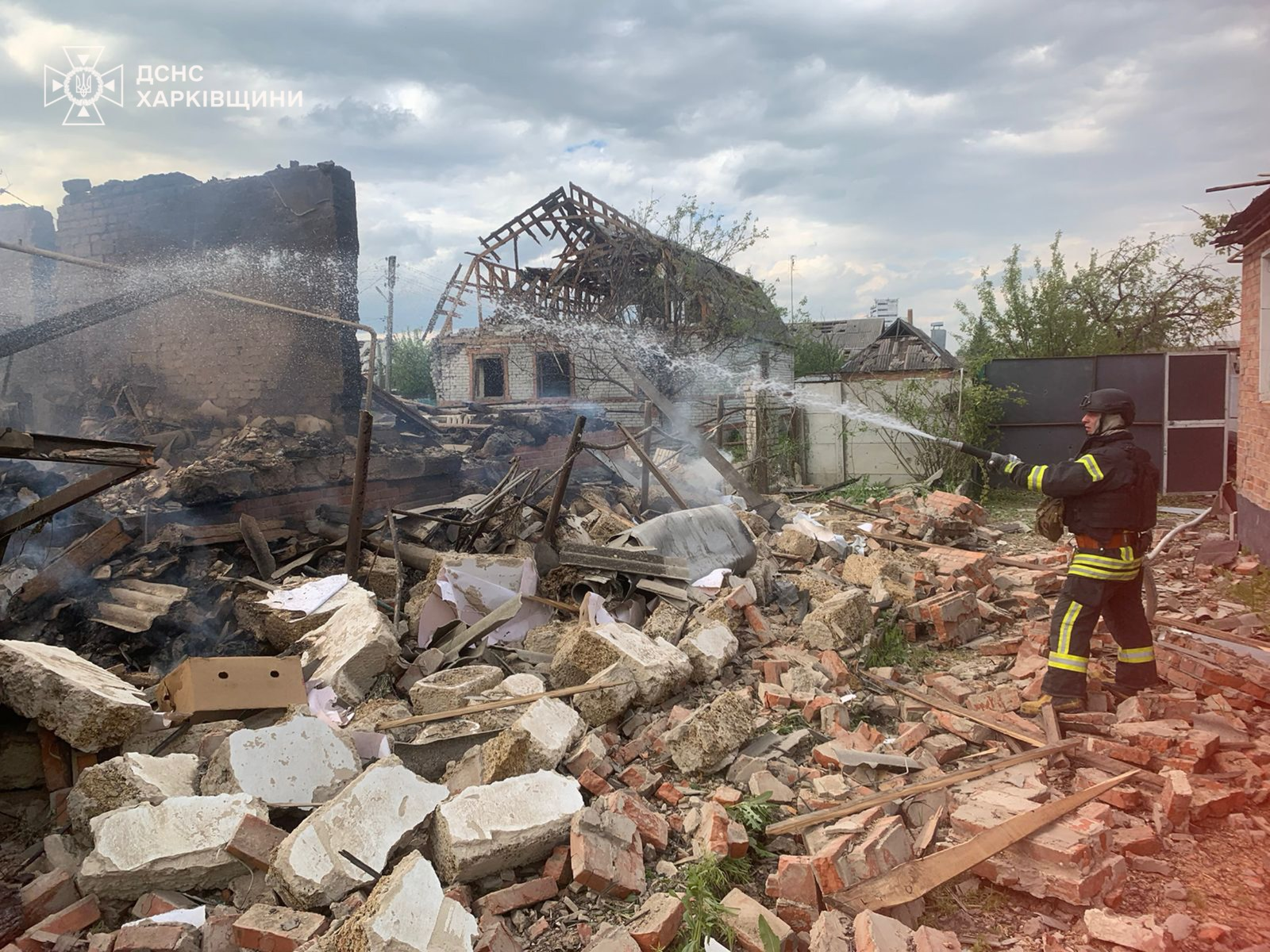
Zerstörungen in Wowtschansk am 11. Mai 2024

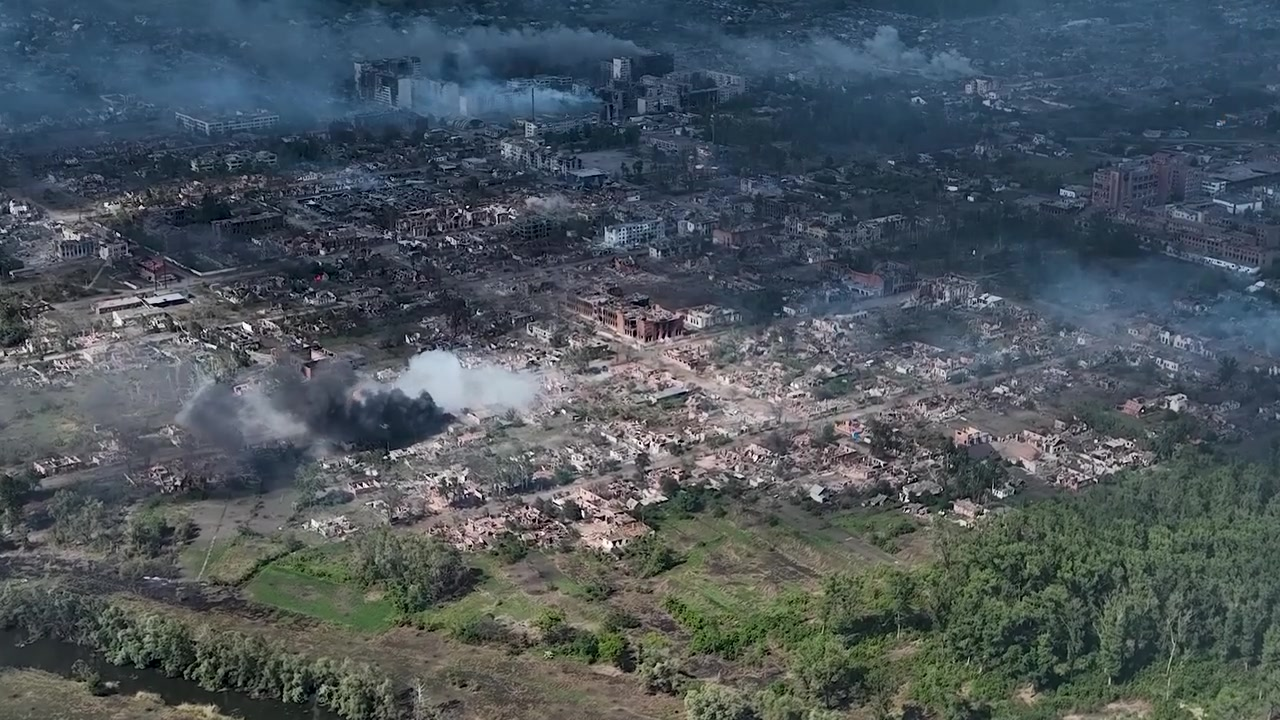
Wowtschansk im Juni 2024

Die Charkiw-Offensive im Russisch-Ukrainischen Krieg sind seit dem 10. Mai 2024 an der russisch-ukrainischen Grenze, zwischen der ukrainischen Oblast Charkiw und der russischen Oblast Belgorod, andauernde Angriffe der Streitkräfte Russlands in Richtung der ukrainischen Großstadt Charkiw.

## Hintergrund
In den ersten Monaten des russischen Überfalls auf die Ukraine gelang es den russischen Streitkräften 2022, große Teile der nordöstlichen Oblast Charkiw zu erobern, darunter die Städte Kupjansk, Isjum, Schewtschenkowe und Balaklija. Nach der ukrainischen Gegenoffensive im September 2022 konnten die ukrainischen Streitkräfte diese Siedlungen zurückerobern und die russischen Streitkräfte aus fast der gesamten Oblast zurückdrängen.
Vor der Offensive Richtung Charkiw waren zwischen 35.000 und 50.000 russische Soldaten als neu formierte Nördliche Truppengruppe entlang der Grenze zusammengezogen worden, sodass mit einem Angriff aus nördlicher Richtung gerechnet wurde. Der russische Außenminister Sergei Lawrow hatte außerdem wiederholt damit gedroht, als Reaktion auf grenzüberschreitende Angriffe der Ukraine die Oblast Charkiw anzugreifen und eine Pufferzone zum Schutz der russischen Oblast Belgorod einzurichten.
Das ukrainische Militär identifizierte russische Truppenansammlungen vor dem Beginn der Offensive wenige Kilometer hinter der Grenze, konnte aber nicht angreifen, weil für die US-amerikanischen Waffen, die es gegen die russischen Truppen hätten einsetzen können, keine Freigabe von der US-amerikanischen Regierung vorlag, die Waffen für Angriffe auf russischem Staatsgebiet einzusetzen. Aufgrund dessen reiste eine ukrainische Delegation in die USA und warb gegenüber der US-amerikanischen Regierung von Joe Biden um eine erweiterte Nutzungserlaubnis. Diese gab Ende Mai bekannt, der Ukraine zu erlauben, US-amerikanische Waffen gegen militärische Ziele in Russland einzusetzen, unter der Bedingung, dass diese ausschließlich zur Vereitelung russischer Angriffe, sofern sich diese gegen die ostukrainische Großstadt Charkiw richten, eingesetzt werden. Danach erlaubten auch Frankreich, Deutschland und das Vereinigte Königreich das Benutzen ihrer Waffen gegen nahe der Ukraine gelegene militärische Ziele in Russland.

## Verlauf
Am 10. Mai überquerten russische Einheiten, vor allem mechanisierte Infanterie, die russisch-ukrainische Grenze nordöstlich der Stadt Charkiw. Die russischen Truppen besetzten nach vorherigen Artillerie- und Luftangriffen eine Reihe kleiner Dörfer in der Grenzregion; Striletscha, Krasne, Pylna und Boryssiwka. Laut dem ukrainischen Militärjournalisten Jurij Butussow soll das eroberte Grenzgebiet eine „Grauzone“ hinter der ukrainischen Verteidigungslinie gewesen sein, in der es mit Ausnahme der Ortschaft Strilecha keine ukrainische Militärpräsenz gegeben habe. Das Gebiet bei Wowtschansk stellte einen weiteren Angriffspunkt dar. Der Leiter der Stadtverwaltung von Wowtschansk, Tamaz Gambaraschwili, gab bekannt, dass aufgrund russischer Luft- und Artillerieeinsätze Menschen aus der Stadt und den umliegenden Siedlungen evakuiert würden. Der russische Angriff in der Region Charkiw wurde auch vom ukrainischen Präsidenten Wolodymyr Selenskyj bestätigt. Er sagte, die russische Offensive in der Region erfasse immer mehr Ortschaften.
Am 12. Mai soll es bereits zu Kämpfen am Rand der Stadt Wowtschansk gekommen sein, als russische Einheiten versucht hatten, mit laut ukrainischen Angaben schweren Verlusten in die Stadt einzudringen. Russischen Medienberichten zufolge waren sie bereits eingedrungen. Stand 20. Mai verlautbarten Vertreter der ukrainischen Verwaltung, dass man nur mehr 60 % der Stadt kontrolliere. Später wurde bekannt, dass inmitten von Straßenkämpfen die Front entlang des Flusses Wowtscha verlief, welcher die Stadt in Norden und Süden teilt.
Im Juni kam die russische Offensive weitestgehend zum Erliegen. Dies bedeutete jedoch nicht das Ende der russischen Luftangriffe und Offensivversuche; nach Angaben des ukrainischen Staatspräsidenten Wolodymyr Selenskyj warf Russland in den ersten drei Juniwochen 700 Gleitbomben auf die Stadt Charkiw ab.
Bei Wowtschansk versuchten beide Armeen sich gegenseitig zu umkreisen.

## Bewertungen
Unter Berufung auf ukrainische Militärquellen ging hervor, dass russische Truppen versuchten, eine Pufferzone in der Region Charkiw zehn Kilometer von der russischen Grenze entfernt zu errichten, was eine neue Front eröffnete.
David Axe, ein Militärkorrespondent von Forbes, vermutete, dass es sich bei der Offensive möglicherweise um eine „aufwändige Finte“ handele, deren Hauptziel darin bestehe, ukrainische Ressourcen aus Tschassiw Jar und der Gegend von Awdijiwka abzuziehen. Der ukrainische Militäranalyst Oleksandr Musjenko erklärte, dass Russland immer mehr Truppen in die Region verlege und ukrainische Truppen gezwungen seien, ihre Kräfte in die Region zu verlegen.
Das britische Verteidigungsministerium äußerte am 14. Mai die Vermutung, Russland sei nicht dazu in der Lage, Charkiw (mit 1,5 Millionen Einwohnern die zweitgrößte Stadt der Ukraine) einzunehmen, dafür würden die aufgebauten Kräfte ohne zusätzliche Reserven nicht reichen. Die Führung der Ukraine sah eine „Stabilisierung der Front“. Der Oberbefehlshaber der NATO in Europa, Christopher Cavoli, gab die Einschätzung ab, die russischen Streitkräfte hätten „für einen strategischen Durchbruch nicht die nötige Truppenstärke“.
Der Militäranalyst Franz-Stefan Gady schrieb im Juni und Juli 2024, den ukrainischen Streitkräften sei gelungen, die russische Offensive bei Charkiw zu stoppen. Dieser Erfolg sei aber durch den Abzug von Einheiten an anderen Frontteilen erkauft worden, was ein „strategischer Erfolg für die Russen“ sei. Laut Gady hätten die ukrainischen Einheiten, die durch die Offensive gebunden wurden, eigentlich eine neue Reserve binden sollen. Denn der „Hauptfokus der Russen“ ist laut Gady „weiterhin die Gegend zwischen Pokrowsk und Tschassiw Jar“.
Markus Reisner zufolge kam die russische Offensive bei Charkiw im Juni weitestgehend zum Erliegen, weil es den russischen Streitkräften dort an Ressourcen mangelte, nachdem ukrainische Truppen deren Nachschub angegriffen hatten. Laut Reisner verlängerte sich durch die Charkiw-Offensive die 1.200 Kilometer lange Front in der Ukraine um weitere 200 Kilometer. Durch das Verlängern der Front sorgen die russischen Streitkräfte laut Reisner dafür, dass es der Ukrainer schwerer fällt, die überdehnten Frontlinien zu halten.